# تسخیر استکهلم
تسخیر استکهلم (به سوئدی:Erövringen av Stockholm) نبردی در جنگ آزادی‌بخش سوئد بود که در استکهلم (پایتخت سوئد) در ۱۷ ژوئن ۱۵۲۳ میلادی رخ داد. نیروهای سوئدی برای مدت طولانی استکهلم، آخرین دژ نظامی دانمارک در سوئد، را محاصره کرده بودند. شهر منتظر رسیدن قوای تازه نفس از دانمارک بود اما هیچ کس نیامد. مشخص بود که باید مذاکرات آغاز می‌شد.
در اولین مذاکره طرفین قبول کردند که استکهلم به لوبک تسلیم شده و در عوض پرداخت پول، لوبک آن را به سوئد پس بدهد. گوستاو واسا این پیشنهاد را رد کرد و به محاصره استکهلم ادامه داد.
در ژوئن ۱۵۲۳، مذاکرات بار دیگر آغاز شد. مدافعان استکهلم از جنگ خسته شده بودند و اینک آمادگی خود را برای تسلیم شدن - در صورتی که سلاح‌های خود را همچنان نگه دارند- اعلام نمودند. این پیشنهاد توسط گوستاو واسا پذیرفته شد و در ۱۷ ژوئن ۱۵۲۳، نیروهای سوئدی وارد استکهلم شدند. گوستاو واسا پیش از آن، در ۶ ژوئن همان سال، به عنوان شاه سوئد تاجگذاری کرده بود.